# Ucraina verde

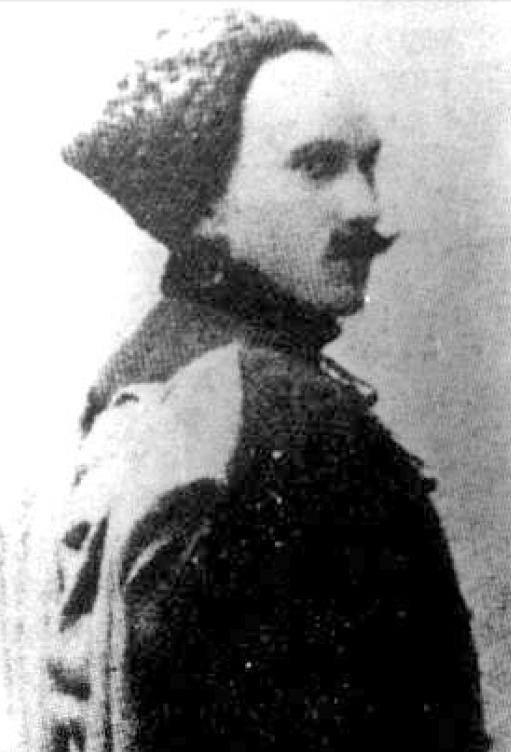
Jurij Mova-Hluško

La Repubblica Ucraina dell'Estremo Oriente o Ucraina Verde (in ucraino Зелений клин, Zelenyj klyn, letteralmente "Cuneo verde") fu uno stato sorto nell'Estremo Oriente russo ai tempi della Rivoluzione russa.
Dopo la creazione della Repubblica dell'Estremo Oriente il 6 aprile 1920, le zone dell'Estremo Oriente russo a maggioranza ucraina tentarono infatti di creare uno stato secessionista, noto appunto come "Ucraina Verde", nelle zone di occupazione giapponese del distretto di Ajano-Majskij, nel territorio di Chabarovsk.

## Etimologia del nome
Inizialmente, il termine "klyn" era usato per indicare una porzione di terra assegnata agli ucraini, ma alla fine del XIX secolo iniziò a essere utilizzato per designare le terre a est del territorio principale dell'Ucraina, che erano state popolate dagli ucraini. Esiste anche un'ipotesi secondo cui "klyn" potrebbe rappresentare i contorni geografici della regione conosciuta come Zelenyj Klyn (Cuneo Verde).
Sono noti anche il "Klyn Giallo" (nella media e bassa Volga), il "Malinovij Klyn" (Kuban') e il "Klyn Grigio" (nella parte meridionale della Siberia occidentale e nel nord del Kazakistan).

## Storia
Lo Zelenyj Klyn (ucraino: Зелений клин), o Ucraina verde, era un'area di terra colonizzata dagli ucraini che fa parte dell'Estremo Oriente russo nell'area del fiume Amur e dell'Oceano Pacifico. È stato chiamato così dai coloni ucraini. Il territorio è costituito da oltre 1.000.000 di chilometri quadrati e ha una popolazione di 3,1 milioni (1958). La popolazione ucraina nel 1897 costituiva il 15% della popolazione del Territorio del Litorale.
Lo Zelenyj Klyn divenne parte dell'Impero russo molto più tardi della Siberia e di altre parti dell'Estremo Oriente. I primi tentativi di colonizzazione dell'area risalgono alla metà del XVII secolo, quando Erofej Chabarov fondò il forte di Albazino sul fiume Amur. Da quel momento, hanno avuto luogo continue scaramucce con il popolo Manciù della Cina. Nel 1689 Cina e Russia firmarono il trattato di Nerčinsk, che concedeva alla Russia un territorio limitato.

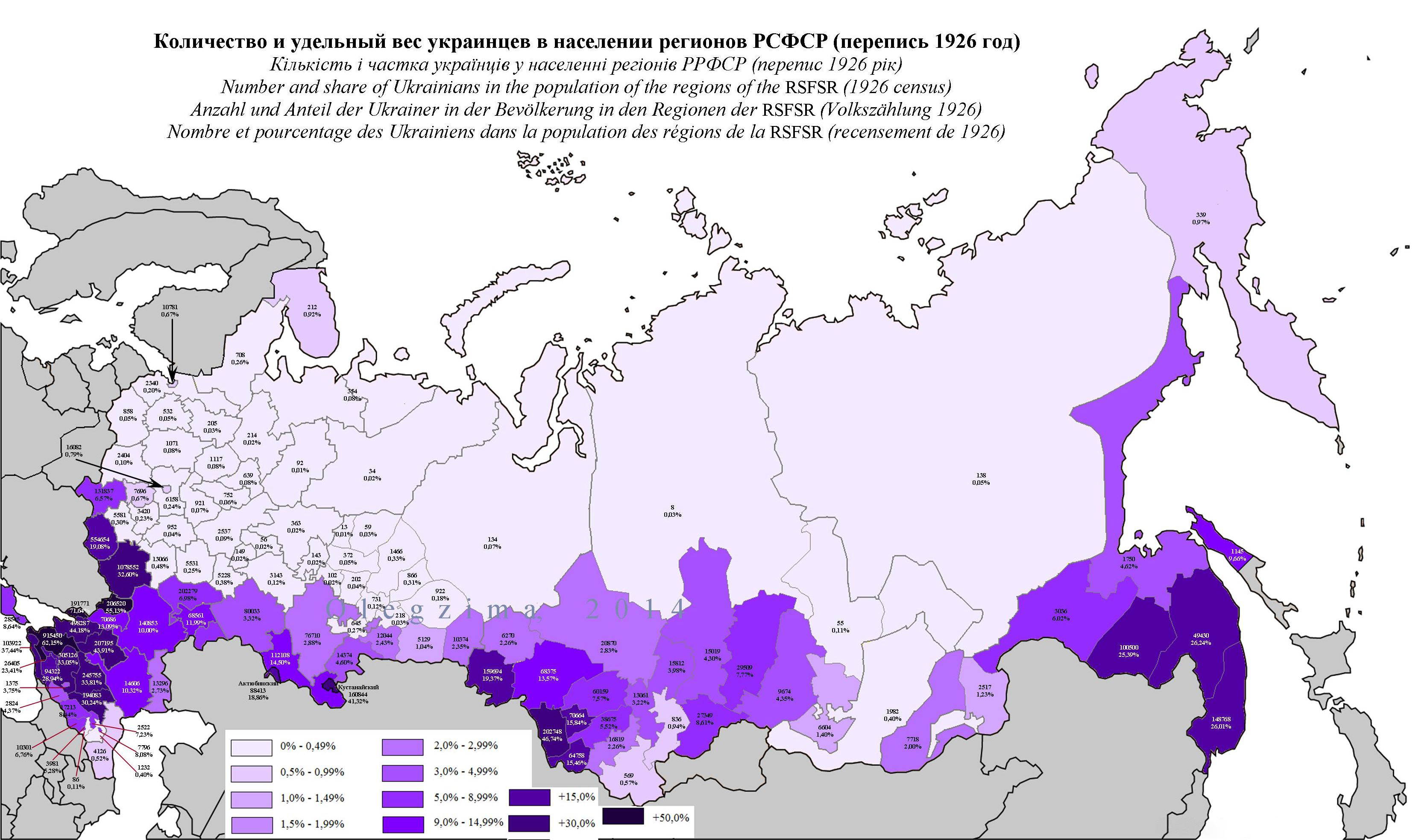
Numero e quota di ucraini nella popolazione delle regioni della RSFSR (censimento 1926)

A metà del XIX secolo, la seconda espansione russa ebbe luogo dopo che la Russia perse la guerra di Crimea (1853–1856). Sul fiume Amur furono stabiliti numerosi insediamenti cosacchi. La Cina era diventata molto più debole della Russia all'epoca e cedette territorio alla Russia nel trattato di Aigun del 1858 e nella convenzione di Pechino del 1860.
Durante questo periodo solo un piccolo numero di coloni si stabilì nella regione composto da circa 14.000 cosacchi e 2.500 soldati russi. Nel 1861 furono istituite due oblast', Litorale e Amur. Vladivostok è stata fondata nel 1860, Chabarovsk nel 1858.
Nel 1882 fu annunciato il trasporto gratuito per i coloni nell'area dall'Ucraina e fu offerta terra libera ai coloni. Nel 1897 la popolazione era aumentata a 310.000. Dopo l'apertura della ferrovia nel 1901, oltre 14.000 coloni si trasferivano nell'area all'anno, con un massimo di 78.000 coloni che vi si trasferivano nel 1907.
Dopo il 1917 l'area passò sotto la giurisdizione dell'ammiraglio Aleksandr Kolčak. Nel 1920 fu istituita la Repubblica dell'Estremo Oriente come repubblica cuscinetto tra Russia e Giappone. Nel 1922 la repubblica si unì alla Repubblica Socialista Federativa Sovietica Russa (RSFSR). Nel 1934 fu fondata la regione dell'Oblast' autonoma ebraica con capitale a Birobidžan.

### Cronologia
- 24 giugno 1917 - si tiene a Nikol'sk-Ussurijskij, presso Vladivostok, il primo congresso di tutti gli ucraini del lontano Est. Viene formato il Kraj Rada ("consiglio") dell'Estremo Oriente.
- Gennaio 1918 - si tiene un secondo congresso a Chabarovsk. L'Ucraina Verde viene proclamata parte dello stato ucraino malgrado la mancanza di continuità geografica.
- Aprile 1918 - il terzo congresso chiede la creazione di uno stato ucraino indipendente con uno sbocco sull'Oceano Pacifico.
- 11 aprile 1920 - ordinanza dell'atamano Grigorij Michajlovič Semënov sui diritti della Repubblica Ucraina dell'Estremo Oriente per l'autonomia e l'autodeterminazione degli Stati Uniti di Transbajkalia, Buriazia ed Ucraina.
- 25 ottobre 1922 - il territorio viene invaso dai bolscevichi, ma alcune zone attorno al villaggio di Ajan resistono fino al giugno 1923 unendosi alla rivolta jakuta.

### Prima guerra mondiale
Con l'inizio della Prima guerra mondiale e l'attuazione di misure amministrative più rigide, la vita sociale ucraina nel Cuneo Verde praticamente si fermò. Solo all'interno della concessione della Ferrovia Orientale Cinese (CER) in Manciuria era possibile svolgere qualche attività ucraina, come il Club Ucraino di Harbin e gruppi teatrali nelle singole stazioni.
Il 9 marzo 1916 a Vladivostok ci fu un tentativo di creare un'organizzazione ucraina sotto l'insegna della Raccolta Benefica Ucraina di Vladivostok.
"L'obiettivo dell'Assemblea Benefica Ucraina è l'organizzazione di eventi simili per la raccolta di donazioni...". Questa "richiesta" è stata firmata dal contadino Fedir Mykolajovyč Vasil'jev del governatorato di Char'kov, dal contadino Choma Danylovyč Stecjuk del governatorato di Kiev, dall'ingegnere Dmytro Mykolajovyč Chloboščyn, dal borghese di Poltava Mykola Pavlovyč Holykov, dal medico Vasyl' Viktorovyč Potsenko, dalla cittadina onoraria Pelageja Trochymivna Rakyc'ka, dal contadino di Poltava Mykola Syl'vestrovyč Savenko e dalla borghese B. D. Novolijnik.
Questa era la situazione di tutta la vita ucraina nell'Estremo Oriente fino all'inizio della Rivoluzione di Febbraio del 1917, quando la revoca del divieto su tutto ciò che era ucraino ha aperto maggiori possibilità per uno sviluppo nazionale e culturale relativamente libero degli ucraini.

### Il movimento per l'indipendenza
All'inizio del 1917, sul lontano Oriente, iniziarono ad aprire gruppi chiamati "Hromady" (Comunità). Il movimento ucraino più potente si sviluppò a Vladivostok. Più di 1.500 ucraini si iscrissero al locale "Hromada", molti dei quali erano soldati. Si formarono organizzazioni di partiti politici ucraini, tra cui i socialrivoluzionari (eseristi) e i socialdemocratici. Il 30 aprile 1917 fu pubblicato il primo giornale ucraino nell'Estremo Oriente chiamato "Ukraïnec'" (L'ucraino), con Dmytro Borovyk come editore.
L'organizzazione dei centri civici ucraini in diverse località dell'Estremo Oriente, in particolare nel Klyn Verde e in Manciuria, ha reso possibile convocare il 1º Congresso generale ucraino degli attivisti e dei cittadini dell'Estremo Oriente a Nikol'sk-Ussurijsk il 13-14 giugno. L'iniziativa di convocare il congresso fu presa dall'Associazione degli insegnanti dell'Estremo Oriente, con a capo O. Stupak.
Da questo primo congresso ebbe inizio un'intensa attività pianificata degli ucraini sul Cuneo Verde. Al congresso parteciparono 53 rappresentanti di oltre 20 organizzazioni civili e militari (comunità, cooperative, associazioni militari e degli insegnanti, ecc.). Circa un centinaio di ucraini parteciparono alle diverse commissioni con diritto di voto consultivo.
Dopo l'apertura del congresso, fu eletta la presidenza guidata da A. Romanjuk e il vicepresidente O. Stupak, seguiti dalla formazione di diverse commissioni: nazionale, scolastica, finanziaria e organizzativa.
I leader del movimento ucraino nel Cuneo Verde puntavano sulla solidarietà con l'Ucraina. Si riteneva che se l'Ucraina fosse diventata uno Stato indipendente, il Cuneo Verde si sarebbe automaticamente separato da Mosca. Questa posizione trovò espressione nelle decisioni del secondo congresso panucraino dell'Estremo Oriente, tenutosi a Chabarovsk nel gennaio 1918. Durante il congresso, fu adottato un appello al governo della Repubblica Popolare Ucraina, chiedendo che nella sua politica si richiedesse al governo russo di riconoscere il Cuneo Verde come parte dello Stato ucraino, poiché gli ucraini costituivano la maggioranza nazionale in questa regione. Tra la popolazione del Cuneo Verde si diffuse persino il grido di battaglia "Tutti a difesa dell'Ucraina".
Al terzo congresso, che si è tenuto nell'aprile del 1918, è stata presa la decisione di lottare per la creazione di uno Stato indipendente ucraino nell'Oceano Pacifico e per la formazione dell'Esercito Ucraino del Cuneo Verde. La leadership è stata affidata al Consiglio di Governo Regionale (segretariato) guidato da Jurij Hluško-Mova.
La terza sessione del Consiglio di Governo Regionale si è svolta a Vladivostok nel novembre del 1920. Durante questa sessione, è stata discussa la questione della partecipazione alle elezioni per l'Assemblea Costituente dell'Estremo Oriente. La sessione ha proposto elezioni su base nazionale. Tuttavia, questa proposta non era di interesse per Mosca e quindi è stata ignorata a Čita. Il segretariato ha rinunciato alle elezioni. Durante la stessa sessione, è stato eletto un nuovo segretariato che ha continuato a occuparsi degli affari ucraini fino alla sua cattura da parte dei bolscevichi nel novembre del 1922. Il segretariato era composto da Jurij Mova, Dmytro Kysyl'ov, Vitalij Žuk, Stepan Prant, Andrij Kryštofovyč e H. Mohyliec'kyj. Questo segretariato stava preparando il V Congresso dell'Estremo Oriente ucraino, ma non fu possibile riunirlo.

### Capi del Kraj
- Giugno 1918-1919  - Jurij Mova-Hluško (primo periodo)
- Gennaio 1920-1922 - Jurij Mova-Hluško (secondo periodo)

### 1917-1945
Il 26 marzo 1917 si tennero le prime assemblee generali della comunità ucraina a Vladivostok, e fu creata l'organizzazione "Prosvita" con a capo Jurij Hluško-Mova.
A metà giugno 1918 si tenne il Congresso generale di attivisti e cittadini ucraini dell'Estremo Oriente nella città di Nikol'sk-Ussurijsk, che decise di organizzare il Consiglio Ucraino dell'Estremo Oriente e il Fondo Nazionale per le necessità degli ucraini. Contestualmente, il congresso formulò richieste politiche della comunità ucraina dell'Estremo Oriente sotto forma di autonomia territoriale nazionale per l'Ucraina e le sue "colonie-terre occupate dagli ucraini all'interno dello stato russo".
Un congresso simile degli ucraini della Manciuria si tenne anche a Harbin, che elesse il Consiglio di Distretto della Manciuria. Nel 1918 si svolsero altri due congressi ucraini a Harbin, che chiedevano il riconoscimento da parte del governo russo del Cuneo Verde come parte dell'Ucraina e il ritiro delle truppe russe armate dal Cuneo Verde e il trasferimento di tutte le armi al governo ucraino.
Verso la fine di ottobre 1918 si tenne il IV Congresso Straordinario degli Ucraini, che approvò il progetto di costituzione per la comunità ucraina dell'Estremo Oriente, adottò una risoluzione sull'organizzazione dell'esercito ucraino e scelse un nuovo segretariato guidato da Jurij Hluško-Mova. Tuttavia, successivamente il potere cambiò e i soldati di Kolčak arrivarono e iniziarono a perseguitare il movimento ucraino. Con l'arrivo dei bolscevichi, iniziarono gli arresti di massa dei leader ucraini a Vladivostok e lo scioglimento delle organizzazioni ucraine.
La Manciuria rimase il centro della vita culturale e politica degli ucraini, con un ruolo di guida svolto dai precedenti ufficiali degli Sičovi Stril'ci (Tiratori Sič) guidati da Ivan Paslavs'kyj. Lì la situazione politica degli ucraini era notevolmente migliore rispetto ad altre località.
In Manciuria (così come nel Cuneo Verde), i primi coloni ucraini furono i pionieri dello sviluppo culturale ed economico della regione. Da questo punto di vista, gli ucraini in Manciuria occupavano un posto completamente separato.
Fu creato l'Unione degli Emigranti Ucraini in Manciuria, con personaggi come D. Barčenko, P. Marčyšyn, Ivan Svit e P. Jachno tra i suoi leader. L'OUN (Organizzazione dei Nazionalisti Ucraini) operava attivamente. Tuttavia, anche qui la vita organizzata degli ucraini cessò con l'arrivo delle truppe sovietiche nel 1945.

### Periodo sovietico
L'afflusso degli ucraini nell'Estremo Oriente è continuato anche durante il periodo sovietico. Gli ucraini sono giunti in questa regione per sfuggire alla collettivizzazione forzata e alla carestia del 1932-1933 e del 1946-1947, come prigionieri dei Gulag o deportati forzati. Successivamente, sono arrivati nell'ambito di un processo di reinsediamento organizzato nelle aree rurali, con l'assegnazione di posti di lavoro nel settore marittimo, nella pesca, con equipaggiamento del Komsomol per la costruzione di infrastrutture industriali, come soldati e giovani specialisti dopo aver completato gli studi superiori o medi, e anche individualmente alla ricerca di romanticismo o salari elevati.
Tuttavia, a causa della mancanza di qualsiasi possibilità di preservare l'identità nazionale e soddisfare le esigenze culturali e nazionali (scuole nazionali, stampa, istituzioni culturali professionali), tutte le nuove generazioni di ucraini che sono giunte costantemente in questa regione nel corso di questi decenni hanno subito un'inesorabile russificazione, e i loro figli, che sono nati lì, per la maggior parte si sono considerati "russofoni".
La dinamica della popolazione ucraina nell'Estremo Oriente durante il periodo sovietico è riflessa nei risultati dei censimenti condotti in quel periodo.
Ad esempio, secondo il censimento del 1923, nell'Estremo Oriente c'erano 346.100 ucraini, che rappresentavano il 33,7% (significativamente meno rispetto al censimento precedente del 1917). Nel 1926 c'erano 303.300 ucraini (24,4%), nel 1939 - 361.800 (14,1%), nel 1959 - 429.500 (9,9%), nel 1970 - 377.700 (7,2%), nel 1989 - 543.400 (7,9%).
Tuttavia, in realtà, a causa delle ragioni sopra menzionate, una parte significativa della popolazione della regione era costituita e continua a essere costituita da discendenti ucraini russificati del XIX e XX secolo, che si considerano russi, ma conservano alcune caratteristiche ucraine nella mentalità, nella lingua, nella cultura spirituale e materiale. Di solito, la coscienza ucraina è conservata dalle persone nate in Ucraina, cioè dagli immigrati degli ultimi decenni.

### Anni 90
Durante gli anni di governo sovietico, la diaspora ucraina si è ingrandita numericamente, soprattutto a causa dell'esilio, ma a causa dell'assimilazione, sia forzata che volontaria, si è notevolmente ridotta. Solo quando la pressione della russificazione è stata allentata sotto Gorbačëv, è stato possibile organizzare comunità ucraine e promuovere la crescita della coscienza nazionale attraverso l'aumento del livello culturale. In diverse aree con una maggiore concentrazione di ucraini, sono state create associazioni civiche ucraine, che nel 1995 contavano 74 organizzazioni in 26 regioni, di cui 16 erano di carattere religioso (greco-cattolici). Tutte queste organizzazioni hanno formato l'Associazione degli Ucraini in Russia, guidata da O. Rudenko-Desnjak. La maggior parte di queste organizzazioni è registrata legalmente e svolge il proprio lavoro culturale, organizzando scuole con insegnamento in lingua ucraina, gruppi teatrali e cori. Nel 1995, il governo dell'Ucraina ha firmato un Accordo di cooperazione nel campo della cultura, della scienza e dell'istruzione con il governo russo, nonché un Accordo di cooperazione tra i comitati statali dell'Ucraina per le questioni delle nazionalità e delle migrazioni e il Ministero russo per le questioni delle nazionalità e delle relazioni federative.
A Vladivostok, dove un tempo operava l'associazione "Prosvita", è stata organizzata nel gennaio del 1991 l'Associazione della cultura ucraina della regione del Litorale, che aveva come obiettivo l'organizzazione di concerti e la promozione della parola teatrale ucraina. Le autorità locali non condividevano le opinioni dell'associazione, ma hanno comunque registrato la nuova organizzazione, anche se non hanno concesso il permesso e il tempo per la trasmissione dei concerti in televisione.
L'associazione ucraina "Zelenyj Klyn" (La cuneo verde), un'altra nuova organizzazione dell'Estremo Oriente, è stata fondata il 25 giugno 1992. Anche l'Associazione degli Ucraini del Litorale "Hromada" non è stata registrata e ha cessato la propria attività. Nel periodo scolastico 1992/93, l'Associazione della cultura ucraina della regione del Litorale ha cercato di creare una scuola domenicale ucraina, ma le autorità locali lo hanno vietato.
Nel 1992, a Ussurijsk, è stata organizzata l'Associazione della lingua e della cultura ucraina, le cui attività consistevano principalmente nella celebrazione di eventi nazionali e culturali e di festività religiose. Tuttavia, nel 1999, anche questa associazione ha cessato di esistere. C'è stata anche un tentativo di pubblicare una rivista ucraina chiamata "Ukraïnec' na Zelenomu Klyni" (L'ucraino nel Zelenyj Klyn), che ha smesso di essere pubblicata nel novembre del 1993 a causa della mancanza non solo di sostegno materiale, ma anche morale.
Recentemente, a causa della politica di assimilazione, la popolazione ucraina dell'Estremo Oriente si sta riducendo rapidamente. Questa tendenza è stata evidenziata dai dati del censimento russo del 2011, secondo i quali il numero degli ucraini nella regione è diminuito di quasi cinque volte rispetto ai risultati del censimento precedente del 2002, passando da 256.378 a 49.953 persone. Di conseguenza, la percentuale di ucraini nella popolazione della regione è diminuita approssimativamente del 50%, passando dal 4,4% nel 2002 al 2,8% nel 2010. Nel frattempo, viene pubblicata un'antologia letteraria intitolata "Dalekoschidna chvylja" (L'onda dell'Estremo Oriente).